# Листопадные растения
Листопа́дное расте́ние — в ботанике растение, главным образом дерево либо кустарник, чья листва опадает в определённое время года. В одних случаях это связано с низкими температурами в зимний период на территориях с умеренным или арктическим климатом; в других опадание происходит в засушливый сезон в регионах с сезонным регулированием осадков. В противоположность листопадным растениям, есть так называемые вечнозелёные растения, чья листва не опадает. Кроме этого, есть растения с промежуточным циклом — их называют полулистопадными.
Многие листопадные растения цветут в период, когда их ветви еще не покрылись листьями, — это увеличивает продуктивность при опылении: отсутствие листвы у одних растений (опыляемых ветром) упрощает этот процесс, у других тот же фактор улучшает видимость цветов для насекомых-опылителей. Однако эта стратегия сопряжена с определённым риском, так как сильные морозы или засуха могут погубить семена.
Сбрасывая листву, деревья и кустарники уменьшают свою потребность во влаге: в морозную погоду вода замерзает. К тому же при отсутствии листвы увеличивается продуваемость растений, что предохраняет их стволы и побеги от повреждений, вызываемых снежными бурями.